# Memmie de Châlons
Pour les articles homonymes, voir Memmie.
Memmie (IIIe siècle) ou Menge (en latin : Memmius) fut le premier évêque (épiscope) de Châlons, ainsi que le premier évangélisateur de la région. Selon la tradition, il était un citoyen romain qui fut consacré par saint Pierre et envoyé en Gaule pour convertir les populations au christianisme. Cependant, selon Flodoard, il était contemporain de saint Sixte, évêque de Reims.
En tant que thaumaturge, il aurait ressuscité le fils du gouverneur romain de la région à la suite d'une noyade dans le Nau.
La sœur de Memmie, Pome, est également vénérée comme une sainte. 

## Postérité
Reconnu saint, il est fêté le 5 août. 
Il a aussi donné son nom à plusieurs églises et villages :
dans l'Aube :
- Vinets

dans la Marne :
- Baconnes
- Bergères-lès-Vertus
- Corfélix
- Coupéville
- Courtisols
- Saint-Memmie
- Villeneuve

dans la Meuse :
- Cousances-aux-Forges
- Trémont-sur-Saulx

dans les Vosges :
- Saint-Menge

dans l'Yonne :
- Fleurigny
- Merry-Sec

### Articles liés
- Liste des évêques de Châlons-en-Champagne
- Diocèse de Châlons-en-Champagne